# Wade Hampton III

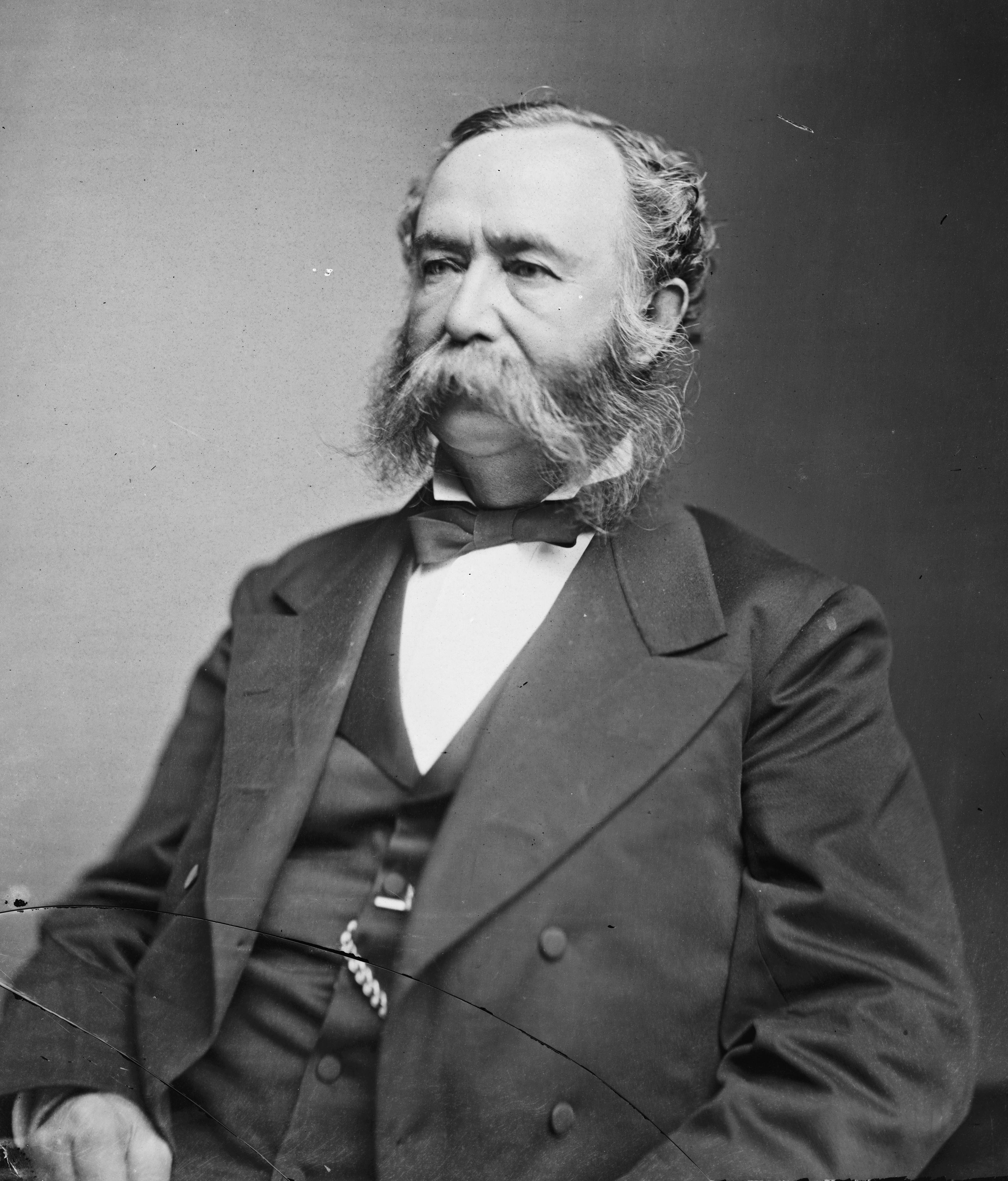
Senador Wade Hampton

Wade Hampton III (Charleston, Carolina del Sur; 28 de marzo de 1818 - Columbia, Carolina del Sur; 11 de abril de 1902) era durante la guerra civil estadounidense un Teniente General Confederado y, más tarde, Gobernador de Carolina del Sur y senador de los Estados Unidos. Fue uno de los tres civiles que alcanzaron el rango de teniente general en el ejército confederado sin entrenamiento militar formal (los otros dos son Nathan Bedford Forrest y Richard Taylor). 

## Bíografía

### Primeros años
Wade Hampton III fue hijo de Wade Hampton II y de Ann Fitzsimons Hampton. Creció en una familia acomodada y tuvo 7 hermanos y hermanas. Recibió instrucción privada y fue conocido en su juventud por ser un ávido cazador de osos, matando hasta 80 osos. En 1836 se graduó en la Universidad de South Carolina College y luego se entrenó durante dos años estudió jurídicas antes de volver a casa para administrar las propiedades de la familia. En 1838 se casó con Margaret Preston y tuvo con ella 9 hijos e hijas antes de su muerte en 1852. El padre de Hampton murió en 1858 y el hijo heredó una gran fortuna, las plantaciones y una de las mayores colecciones de esclavos del sur.
Como dueño de una plantación de gran éxito en Carolina del Sur, él continuó con el legado familiar de negocios y riqueza forjado por su abuelo, Wade Hampton I, que era un oficial del Ejército de Guerra Revolucionario, un congresista de los Estados Unidos y un general del ejército de los Estados Unidos durante la guerra de 1812. Sirvió en ambas cámaras de la Legislatura del Estado de Carolina del Sur desde 1852 hasta 1861, y al comienzo de la Guerra Civil tenía fama de ser el mayor terrateniente del sur. 

### Guerra de Secesión
En un principio Hampton se opuso a la Secesión, pero permaneció fiel a su estado natal una vez que comenzó la guerra. Como tal organizó la Legión Hampton, una fuerza compuesta de infantería, caballería y artillería compuesta de 1.000 hombre armados y la equipó con su dinero. Por sus esfuerzos recibió una comisión de coronel en el ejército confederado a pesar de no haber tenido experiencia militar. Llevó a su legión a Virginia para luchar en la primera batalla de Bull Run de julio de 1861, donde sus tropas jugaron un importante papel en la victoria confederada. 
Fue ascendido a general de brigada en mayo de 1862 y estuvo bajo las órdenes de Thomas Stonewall Jackson. Como tal participó en la batalla de los Siete Días y en la Batalla de Fredericksburg. También participó en la batalla de Gettysburg.
En agosto de 1863 fue ascendido a mayor general y como tal, durante la Campaña de Overland él asumió el mando del cuerpo de caballería del ejército del norte de Virginia en mayo de 1864, cuando J.E.B. Stuart murió durante la batalla de Yellow Tavern. Se distinguió durante la batalla de Trevilian Station y desde entonces no perdió una batalla durante el resto de la contienda. En septiembre del mismo año Hampton condujo lo que se conoció como la Incursión Beefsteak, en la cual sus soldados capturaron más de 2,400 cabezas de ganado e hicieron más de 300 prisioneros detrás de las líneas enemigas. 
A principios de 1865 él fue ascendido a Teniente General y transferido a Carolina del Sur. Un mes después fue testigo de la caída de Columbia a las fuerzas de William T. Sherman y fue ascendido a Teniente General. La guerra terminó para él en abril de 1865 cuando se rindió con las fuerzas del general Joseph E. Johnston al mayor general William T. Sherman en Durham, Carolina del Norte.

### Posguerra
Cuando regresó a casa, Hampton tuvo que ver su propiedad en ruinas. Sus intentos de reconstruirla fracasaron y tuvo que declararse en bancarrota en 1868. Sin embargo, mientras que su fortuna desaparecía su reputación política creció enormemente a causa de sus actuaciones como militar. Aun así, a causa del periodo de la reconstrucción él no podía ser elegido a un cargo público por haber sido un oficial confederado. 
Todo cambió al respecto el 22 de mayo de 1872, cuando fue indultado. Así pudo volver a la política y se presentó como candidato demócrata para ser elegido gobernador de Carolina del Sur, candidatura aprobada unánimemente por los demócratas. Su rival fue Daniel Henry Chamberlain, gobernador republicano del estado, La posterior campaña, en la que hubo violencia en ambos bandos, fue catalogada como la más corrupta de la historia del estado al igual que la elección misma. Tras meses de disputas sobre quien ganó la posterior elección de 1876 se decidió declarar a Wade Hampton como ganador. Sirvió oficialmente como tal de 1876 a 1879. 
En ese mismo año Hampton perdió una pierna a causa de un accidente. También dimitió como gobernador en ese año para ser senador de los Estados Unidos. De esa manera Hampton fue elegido como senador demócrata de Carolina del Sur al Senado de los Estados Unidos, sirviendo de 1879 a 1891. Perdió la tercera elección para ser senador y dimitió luego de la política.
Después sirvió como comisario de ferrocarriles entre 1893 y 1897 antes de retirarse. y en 1899 su casa se destruyó a causa de un incendio, pero sus seguidores le construyeron otra. Murió en Columbia el 11 de abril de 1902 y fue enterrado en el cementerio de la Catedral Trinity Episcopal.

## Legado
Se erigieron estatuas de Hampton en Carolina del Sur y en Washington. El Condado de Hampton en Carolina del Sur es llamado así en su recuerdo. También se le ve como el  salvador de Carolina del Sur por haber ayudado al estado a recuperarse de la Reconstrucción. 